# Liste von Persönlichkeiten der Stadt Groitzsch
Die Liste von Persönlichkeiten der Stadt Groitzsch enthält Personen, die in der Geschichte der sächsischen Stadt Groitzsch im Landkreis Leipzig eine nachhaltige Rolle gespielt haben. Es handelt sich dabei um Persönlichkeiten, die Ehrenbürger der Stadt gewesen, in Groitzsch und den heutigen Ortsteilen geboren oder gestorben sind oder hier gewirkt haben.
Für die Persönlichkeiten aus den nach Groitzsch eingemeindeten Ortschaften siehe auch die entsprechenden Ortsartikel.

## Ehrenbürger
- 1895 Fürst Otto von Bismarck, Reichskanzler

## Söhne und Töchter der Stadt
- Wiprecht von Groitzsch (≈1050–1124), stammte aus der Altmark und tauschte im Jahr 1070 seine ererbte Herrschaft Balsamgau gegen die Burg Groitzsch ein, beteiligte sich an mehreren Feldzügen
- Heinrich von Groitzsch (≈1090–1135), Graf von Groitzsch, zweiter Sohn des Wiprecht
- Bertha von Groitzsch († 1144), Tochter des Grafen Wiprecht, erbte den Gau Zwickau und war eine eifrige Verfechterin des Christentums
- Ambrosius Reuden (1543–1615), Orientalist und lutherischer Theologe
- Johann August Bach (1721–1758), Rechtshistoriker, geboren in Hohendorf
- Adolf Theodor Hermann Fritzsche (1818–1878), Klassischer Philologe und Sohn von Pfarrer Johannes Dorotheus Fritzsche
- Gustav Adolf Gebauer (1830–1890), Pädagoge
- Balduin Penndorf (1873–1941), Wirtschaftswissenschafter und Handelsschullehrer
- Richard Ludwig (1822–1909), Reichstags- und Landtagsabgeordneter
- Robert Jahn (1874–1953), Lehrer und Heimatforscher der sächsischen Bergstadt Johanngeorgenstadt und Umgebung
- Franz Barth (1886–1951), Politiker, Mitglied des nationalsozialistischen Deutschen Reichstages
- Eugen Felix Schwalbe (1892–1974), General der Infanterie, geboren in Kleinprießligk
- Hans Bemmann (1922–2003), Schriftsteller, studierte Medizin in Wien, Durchbruch 1983 mit dem Märchenroman Stein und Flöte
- Günter Kahnt (1929–2025), Agrarwissenschaftler für Allgemeinen Pflanzenbau und Ökologischen Landbau
- Richard Reding (* 1932), Chirurg
- Ralf Krempel (1935–2005), Erfinder
- Hellfried Heilfort (* 1955), Sportschütze, gewann mit dem Kleinkalibergewehr 1980 die olympische Silbermedaille

## Persönlichkeiten, die mit der Stadt in Verbindung stehen
- Ulrike von Levetzow (1804–1899), die letzte Liebe Goethes, geboren in Leipzig und getauft in der Gatzener Kirche
- Albin Jahn, Ratsregistrator und Ortschronist der Stadt Groitzsch, wurde 1996 mit einem Gedenkstein auf dem Friedhof geehrt (Vater von Robert Jahn)
- Waldemar Geest (1879–1944), Flugzeugkonstrukteur, die von ihm entwickelten „Möwe“-Flugzeuge trugen viel zur Entwicklung der deutschen Fliegerei vor dem Ersten Weltkrieg bei, gestorben in Groitzsch